# 麗莎·明妮莉
麗莎·梅·明妮莉（英語：Liza May Minnelli，1946年3月12日—），美國女演員、歌手、舞蹈家。1972年她以電影《歌廳》（Cabaret）獲得奧斯卡最佳女主角獎，同時她擁有兩張金唱片。

## 生平
麗莎生於洛杉磯市的錫安山醫院，是茱蒂·嘉蘭與其第二任丈夫文森特·明内利的女兒。她也有同母異父的弟弟和妹妹各一名。

## 外部連結
- 麗莎·明妮莉在互联网电影资料库（IMDb）上的資料（英文）
- 互聯網百老匯資料庫（IBDB）上麗莎·明妮莉的資料（英文）
- 麗莎·明妮莉的Instagram帳戶
- 互联网外百老汇数据库（IOBDB）上麗莎·明妮莉的資料（英文）
- 在AllMovie上麗莎·明妮莉的頁面（英文）
- Liza Minnelli interview with KVUE-TV in 1988 about Arthur 2: On the Rocks from Texas Archive of the Moving Image